# Monotaxis linifolia
Monotaxis linifolia är en törelväxtart som beskrevs av Adolphe-Théodore Brongniart. Monotaxis linifolia ingår i släktet Monotaxis och familjen törelväxter. Inga underarter finns listade i Catalogue of Life.